# Saint-Marcel (Italie)
Pour les articles homonymes, voir Saint-Marcel.
Saint-Marcel est une commune italienne de la Vallée d'Aoste.

## Géographie
Le territoire communal s'étend à envers sur la droite orographique de la Doire baltée, et il comprend le vallon du même nom.
Le sommet le plus élevé de la commune est le mont Corquet (2 527 mètres).

Localisation de la commune de Saint-Marcel à l'intérieur de la Vallée d'Aoste.

## Histoire
La région de Saint-Marcel est habitée sans doute depuis la préhistoire : aux hameaux Seissogne et Réan, de nombreux pétroglyphes ont été retrouvés représentant des cupules et des figures anthropomorphiques. Au hameau Tsampic un castelliere a été retrouvé en 1990, remontant à l'âge du bronze ou à l'âge du fer.
Les gisements minéraires présents sur cette commune dans le vallon de Saint-Marcel ont été exploités à partir de l'époque romaine.

## Monuments et lieux d'intérêt
- Le sanctuaire Notre-Dame de Tout-Pouvoir au hameau Plout, l'un des plus importants du Val d'Aoste, lieu de pèlerinage depuis le XIVe siècle ;
- Le château de Saint-Marcel, au hameau Surpian ;
- Les mines du vallon de Saint-Marcel ;
- La chapelle Notre-Dame-des-Neiges et les restes d'une maison forte, au hameau Prarayer ;
- La chapelle Saint-Fabien et Saint-Sébastien à Grand-Seissogne ;
- La réserve naturelle des Îles, une zone humide longeant la Doire baltée constituée en 1995 sur les territoires des communes de Brissogne, Nus, Quart et Saint-Marcel.

## De.C.O.
Saint-Marcel a obtenu l'attestation De.C.O. (Dénomination communale d'origine) concernant les aspects traditionnels et les produits typiques suivants :
- La luge marcelaine (en patois marcelain, coulatcheui) ;
- Le jambon cru de Saint-Marcel ;
- Le haricot Nóou fèirouc ;
- La pomme Ravèntse, utilisée pour produire du cidre et du vinaigre.

## Économie
Cette commune, faisant partie de l'Unité des communes valdôtaines du Mont-Émilius, est le siège de l'établissement alimentaire la Valdôtaine, pour la production de produits traditionnels, parmi lesquels le jambon de Saint-Marcel.

## Sport
Dans cette commune se pratiquent le tsan et le palet, deux des sports traditionnels valdôtains. La section marcelaine se dénomme Brisma par le fait de regrouper la commune limitrophe de Brissogne.

## Administration
| Période                                  | Période           | Identité       | Étiquette     | Qualité  |
| ---------------------------------------- | ----------------- | -------------- | ------------- | -------- |
| 10 mai 2005                              | 24 mai 2010       | Robert Crétier |               | Syndic   |
| 24 mai 2010                              | 11 mai 2015       | Robert Crétier |               | Syndic   |
| 11 mai 2015                              | 20 septembre 2020 | Elena Zublena  | Liste civique | Syndique |
| 21 septembre 2020                        | En cours          | Andrea Bionaz  | Liste civique | Syndic   |
| Les données manquantes sont à compléter. |                   |                |               |          |

## Hameaux
Basses-Druges, Champremier, Crêtes, Druges, Enchésaz, Fontaney, Grand-Chaux, Grandjit, Layché, Mézein, Morges, Mulac, Plout, Pouriaz, Réan, Ronc, Sazaillan, Seissogne, Viplanaz, Prélaz (chef-lieu), Prarayer, Clapey, Sinsein, Troil, Moulin, Grange

## Galerie de photos

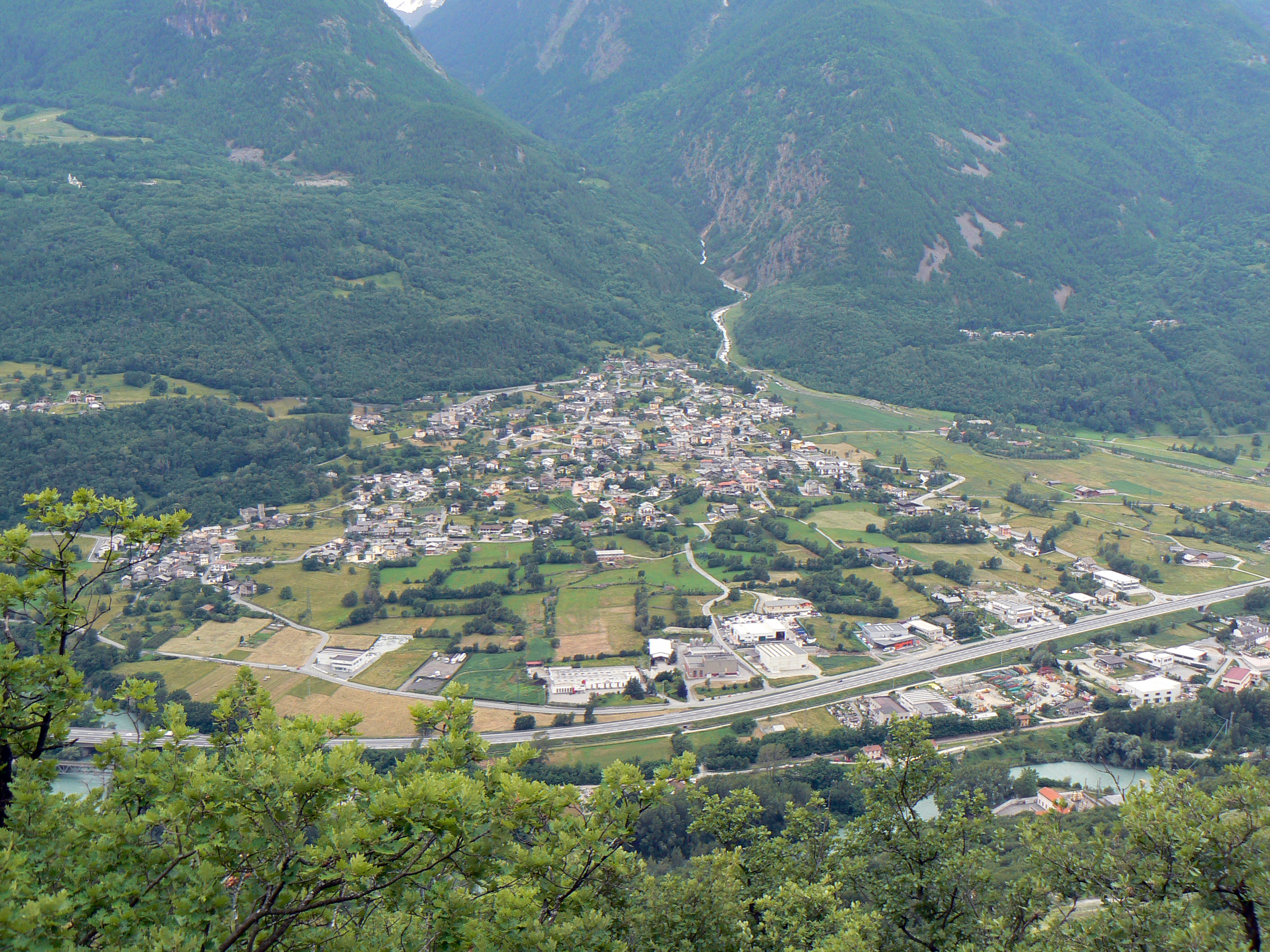
Vue aérienne du territoire communal.
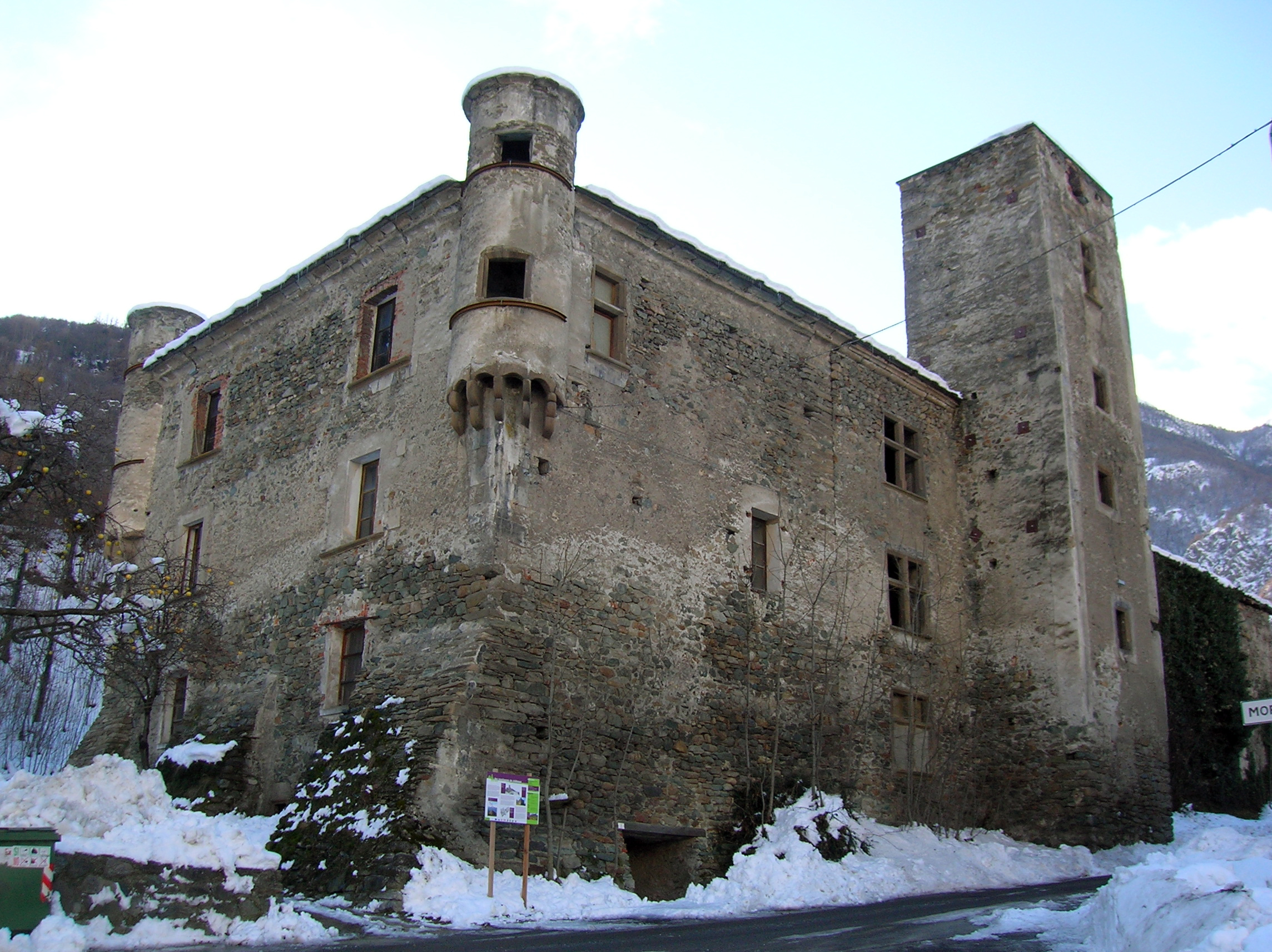
Le château de Saint-Marcel en hiver.
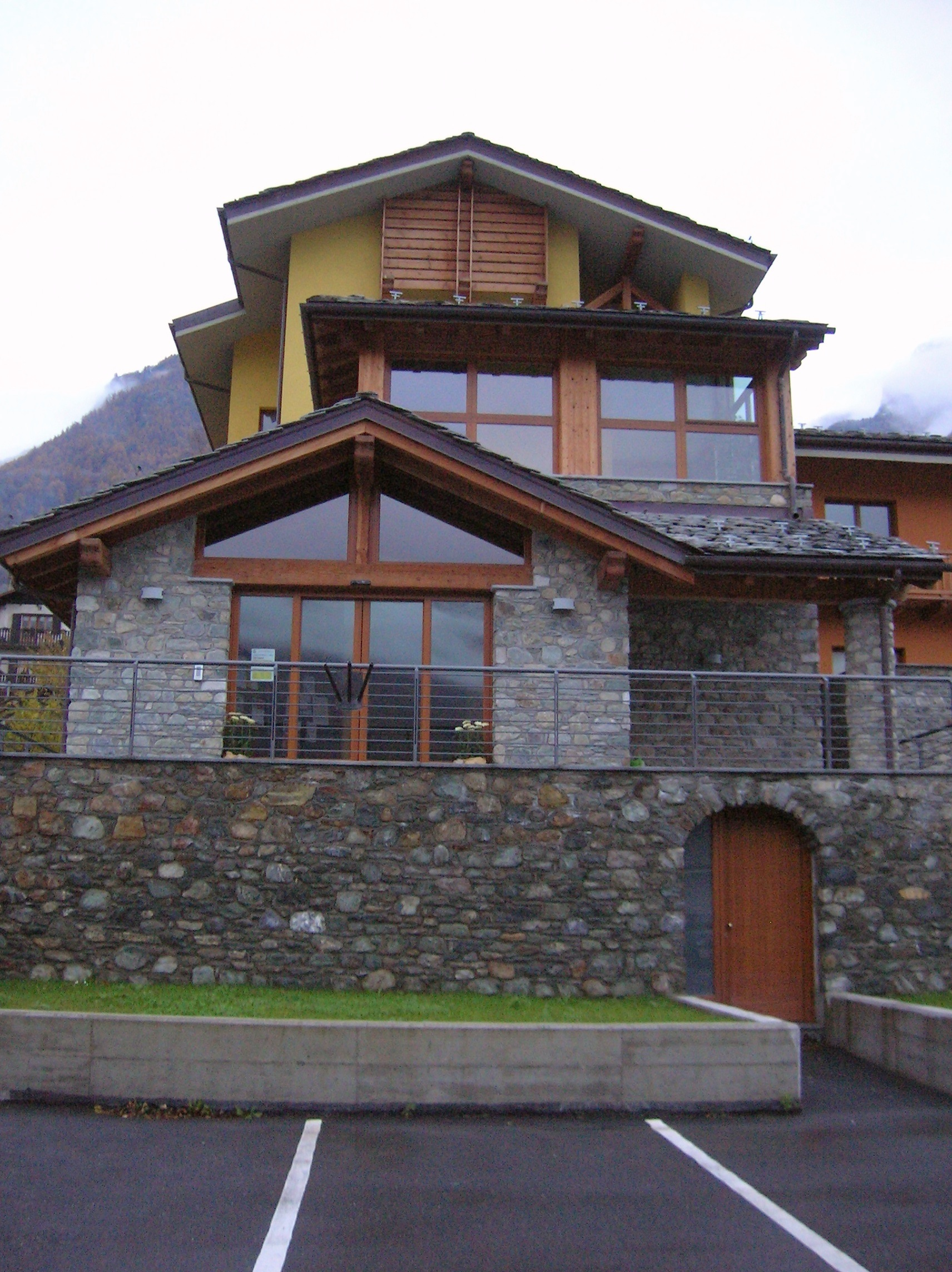
La bibliothèque, au hameau Prélaz.
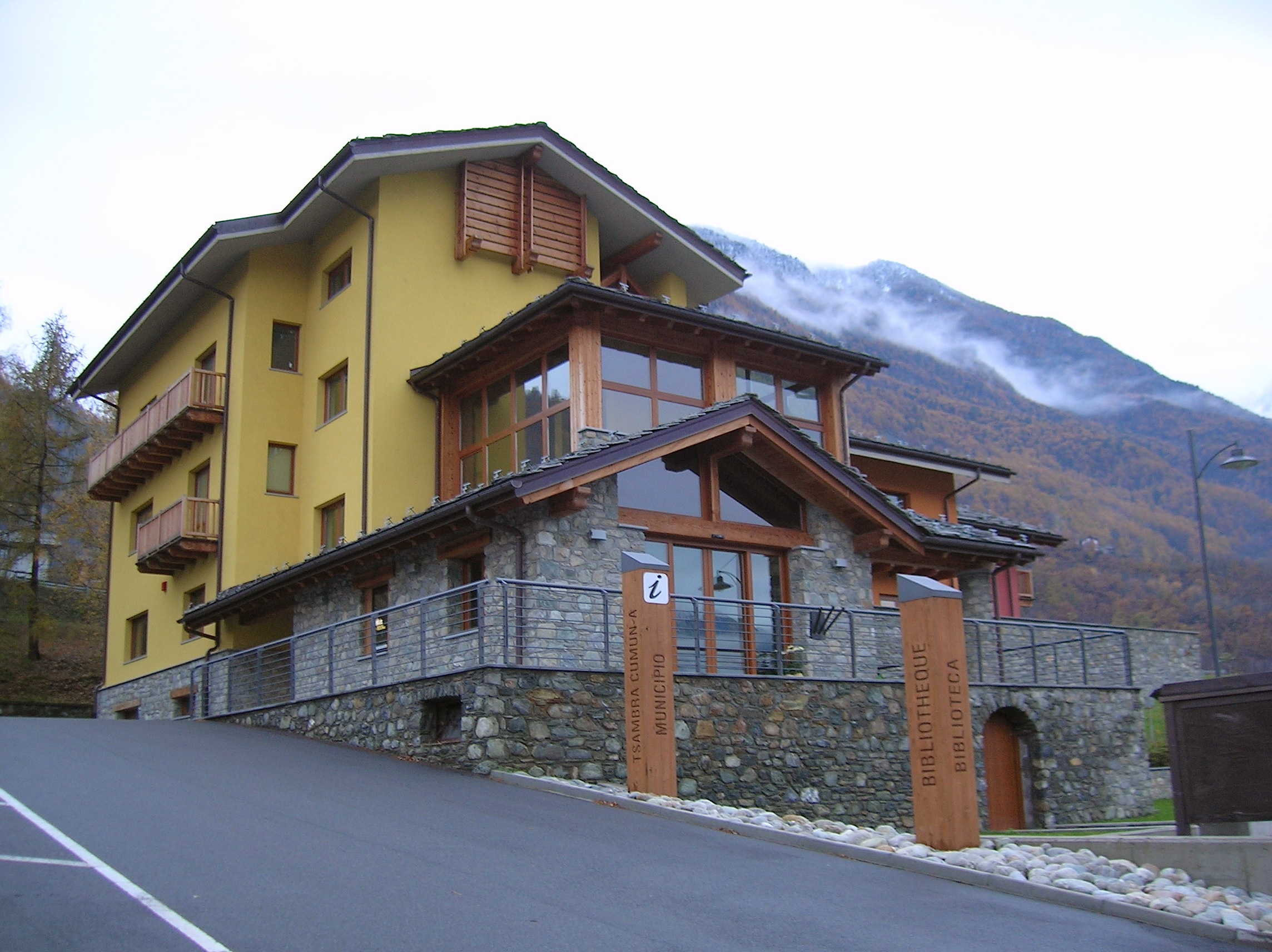
Le centre polyvalent qui accueille la maison communale et la bibliothèque, au hameau Prélaz.
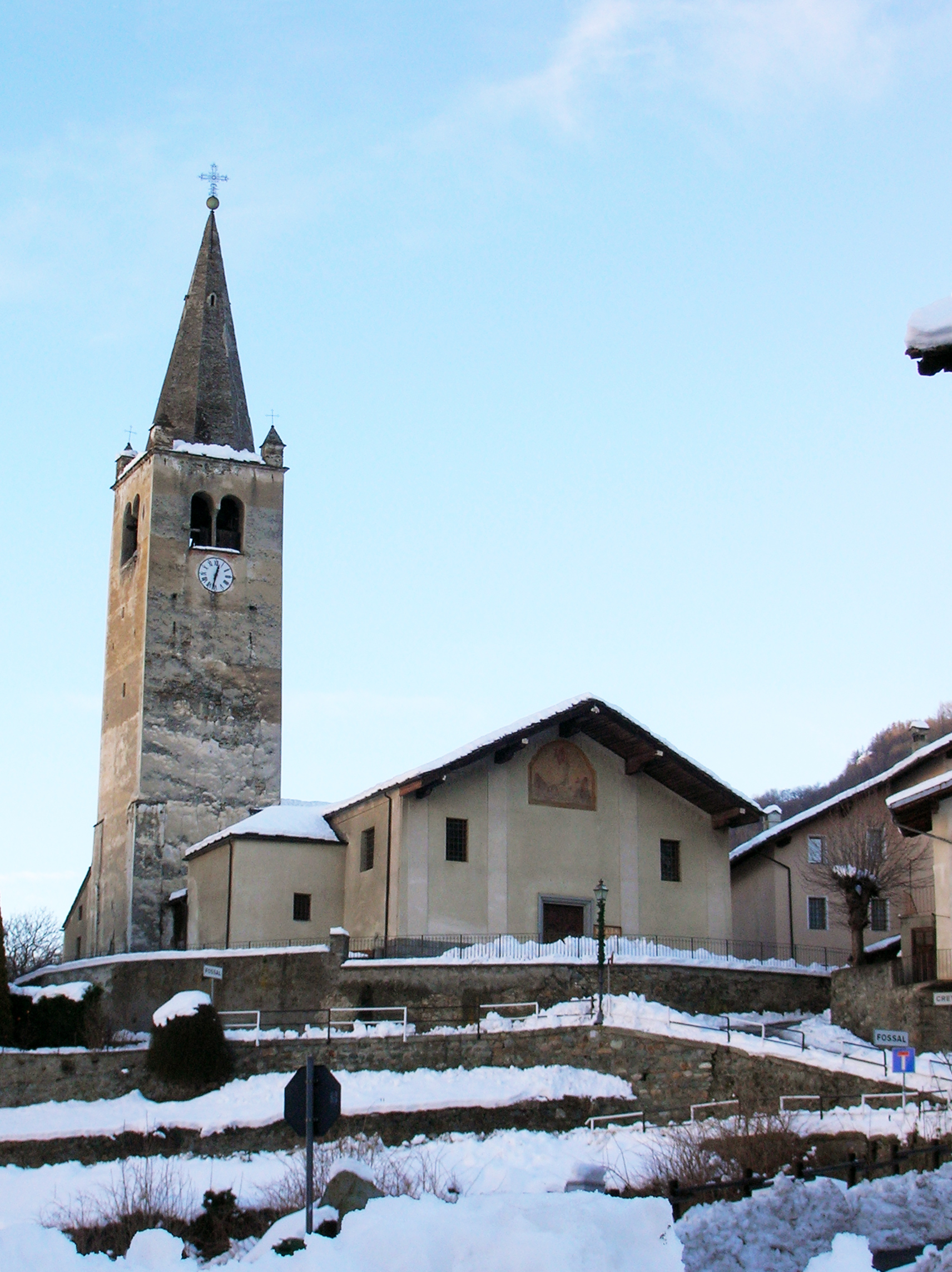
L'église paroissiale Saint-Marcel en hiver.
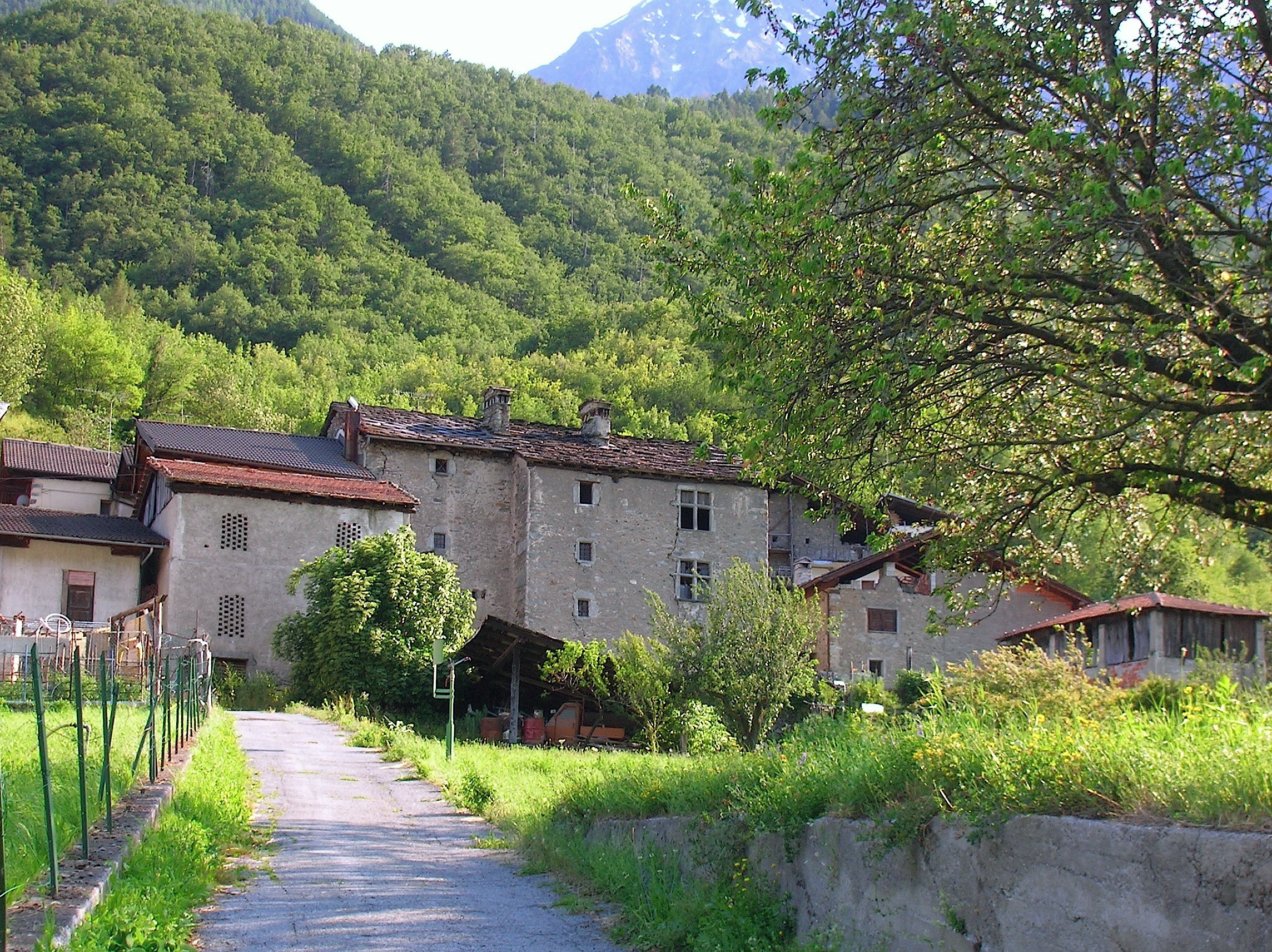
La maison forte de Prayarer.
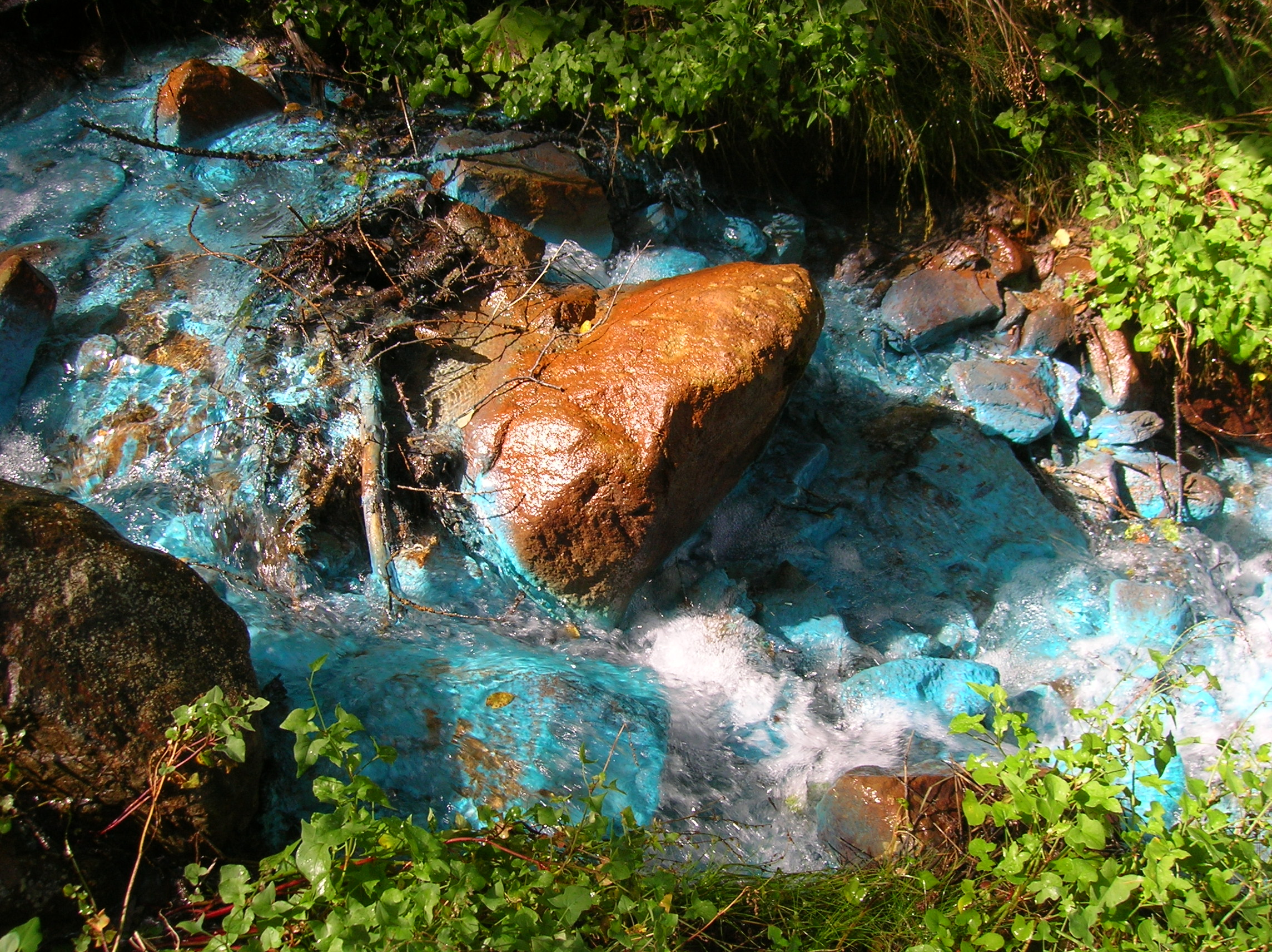
L'Éve-verda (en patois valdôtain, « Eau verte »), source d'eau turquoise dans le vallon de Saint-Marcel
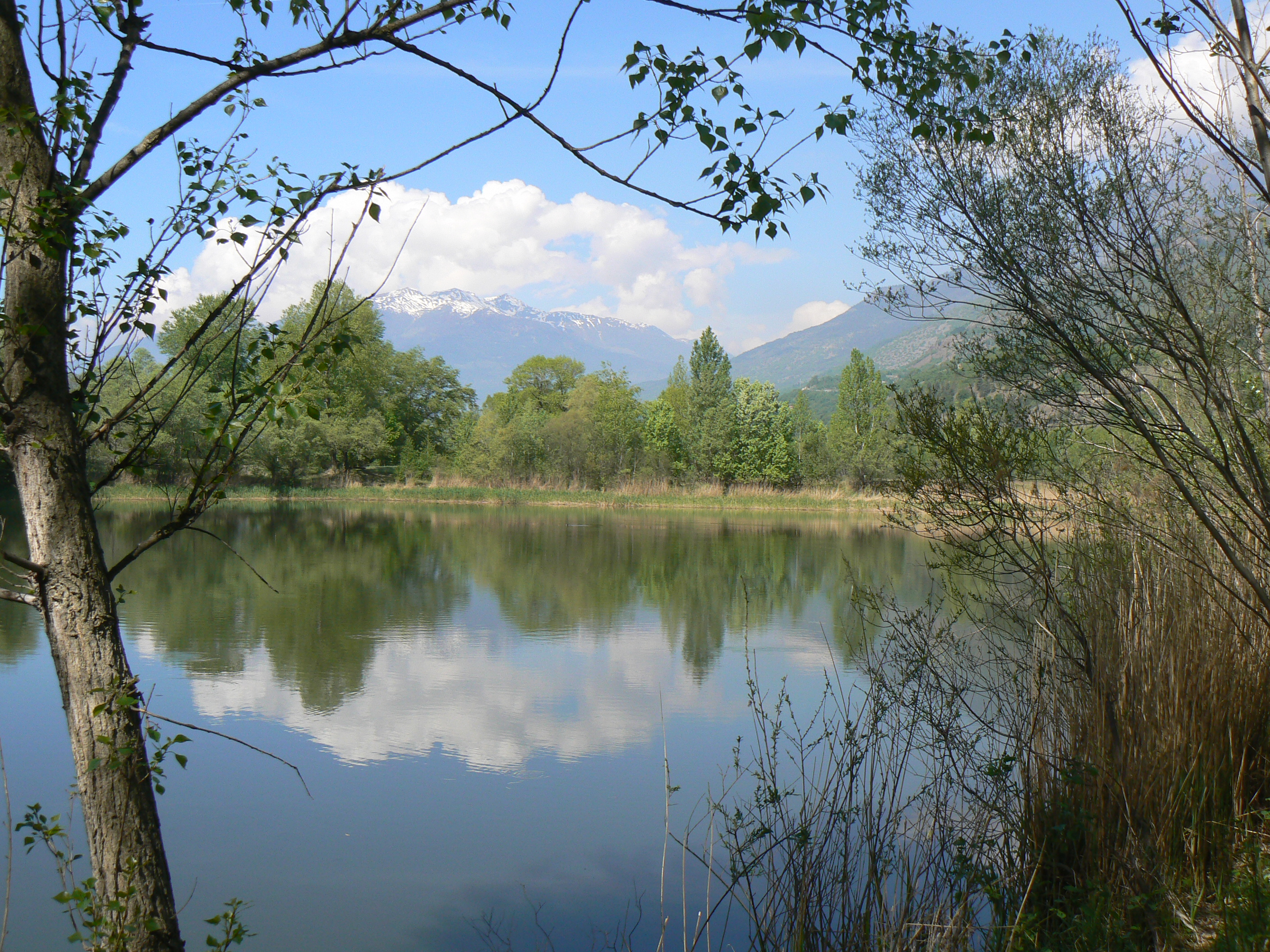
La réserve naturelle des Îles de Saint-Marcel
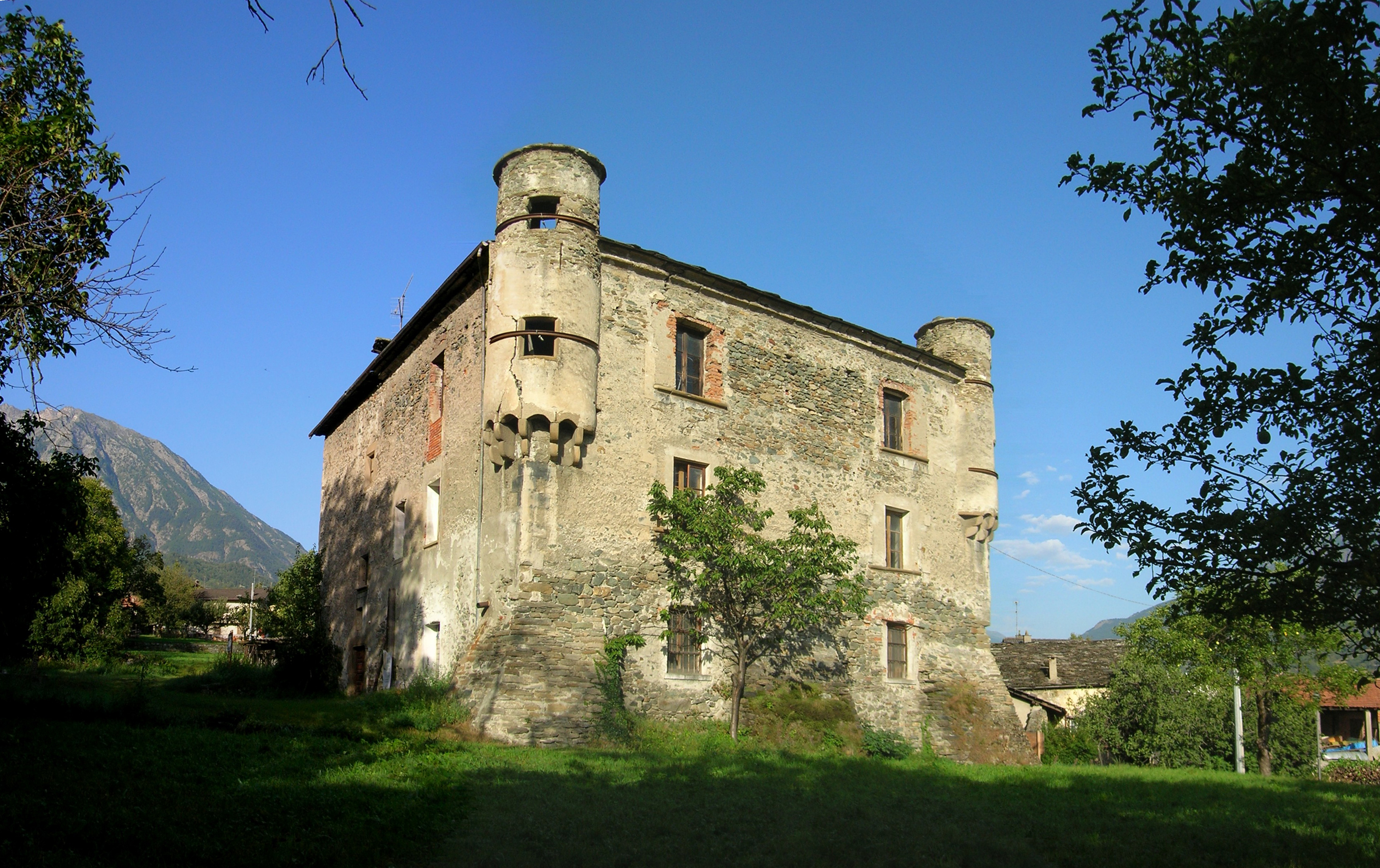
Le château de Saint-Marcel
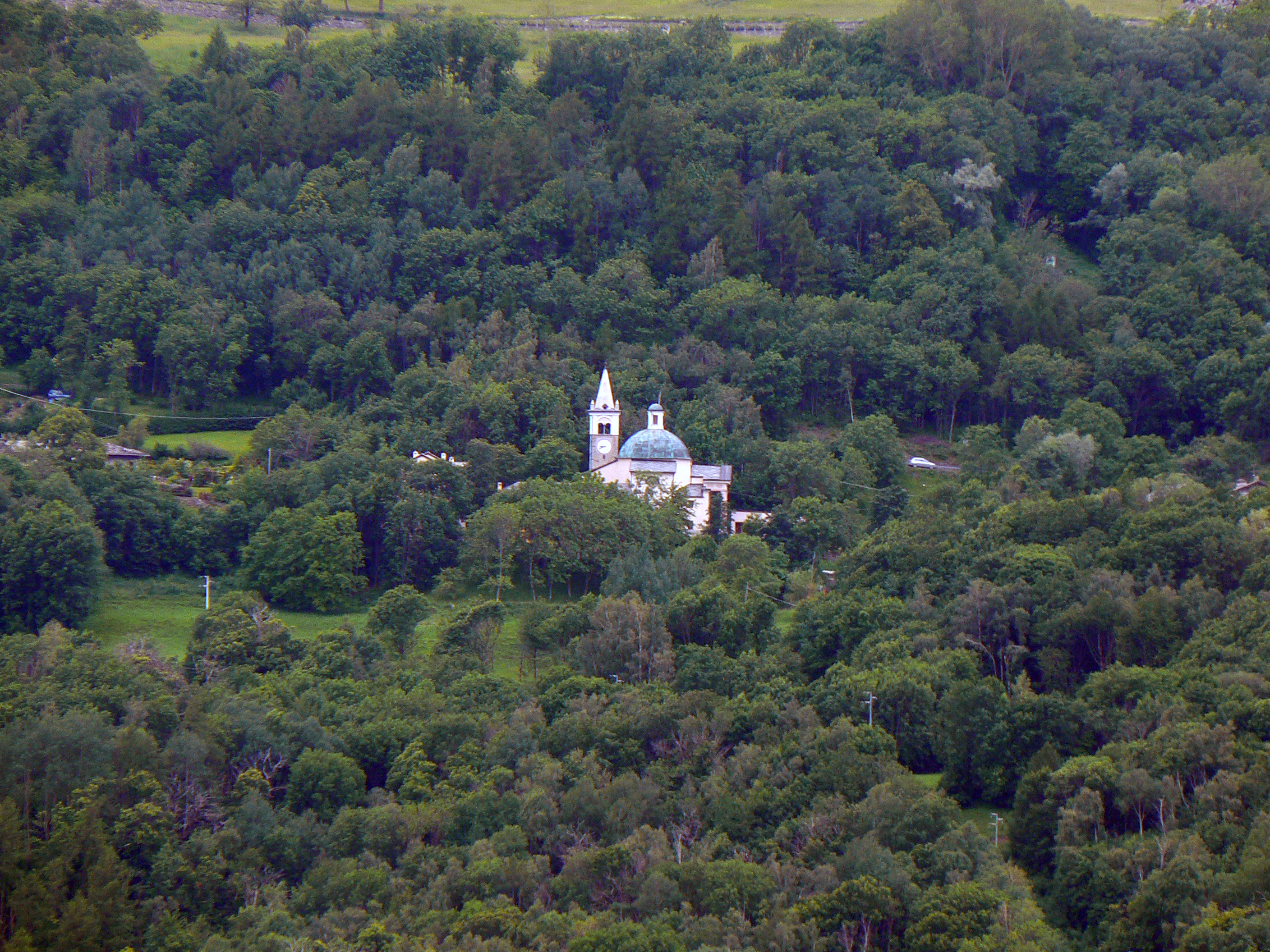
Le sanctuaire de Plout
Le jambon de Saint-Marcel

## Communes limitrophes
Brissogne, Cogne, Fénis, Nus, Quart